# V
V je triindvajseta črka slovenske abecede.

## PomeniV
- V je simbol za kemijski element vanadij,
- v biokemiji je V enočrkovna oznaka za aminokislino valin,
- v fiziki je V enočrkovna oznaka za Električno napetost in Volt,
- kot rimska številka ima V vrednost pet,
- slovenska beseda (predlog) za oznako »notranjosti«.
- kratica za angleško besedo  victory (zmaga), prikazovana pogosto s kazalcem in sredincem desne roke
- v računalništvu je V programski jezik
- v računalništvu je V operacijski sistem